# Kovács Adrián
Kovács Adrián (Kazincbarcika, 1991. szeptember 16. –) magyar zeneszerző, karmester, zenei vezető, tanár.

## Életpályája
Zenei tanulmányait hétévesen kezdte. Első színházi élményeinek hatására fordult a zeneszerzés és a színházcsinálás felé. Komolyzenei tanulmányai mellett gyermekkorától kezdve foglalkozik aktívan könnyűzenével és improvizációval. 2006-tól a Bartók Béla Konzervatórium zongora szakos tanulója volt, 2008-ban felvették az intézmény jazz tanszakára, amelyet 2011-ben végzett el. 2011-től a Liszt Ferenc Zeneakadémia alkalmazott zeneszerzés szakán tanult.  Mesterei Fekete Gyula és Tallér Zsófia voltak. 
Diplomamunkája egyben első színpadi műve volt. Azóta megfordult az ország számos színházában mint zeneszerző, karmester vagy zenei vezető.  2012-től Bagó Gizella meghívására oktatóként tevékenykedik a Színház- és Filmművészeti Egyetemen. 2014 óta állandó vendégművésze a Momentán Társulatnak. 
Alapító tagja volt ifj. Vidnyánszky Attilával, Vecsei H. Miklóssal és Osváth Gáborral a Sztalker Csoportnak. 2016-tól 2023 április elejéig a Budapesti Operettszínház tagja volt, ahol olyan daraboknak a zenei vezetője, karmestere, mint a Dorian Gray, Nők az idegösszeomlás szélén, Virágot Algernonnak, Tajtékos dalok, Szegény Dzsoni és Árnika, vagy saját művei, A Pendragon-legenda és a Veszedelmes viszonyok.  2017-ben ő vezényelte a Kálmán Imre Teátrum megnyitó díszelőadását, a Riviera girl-t. 2023 április eleje óta a Vígszínház tagja, ahol olyan előadások zeneszerzője mint A nagy Gatsby, Szerelmek városa, A Diktátor, Kinek az ég alatt már senkije sincsen.
Harmincéves korára négy műve is műsoron volt budapesti színházakban.
Első operája többi vidéki városban is színpadra került.
2024-ben Artisjus-díjat kapott.
Zenés színpadi művei:
Karnyóné – musical, 2014
Brémai muzsikusok – musical, 2014
Liliomfi – társadalmi zenebona, 2015
Fáma a biciklistákról – zenés metahorror, 2017
Kígyóasszony – tragikomikus zenés mese, 2018
A Pendragon-legenda – musical, 2019
A nagy Gatsby – musical, 2019
Szerelmek városa – zenedráma, 2021
Veszedelmes viszonyok – zenedráma, 2022
A helység kalapácsa – vígopera, 2023

### Magánélete
Párja Orbán Nelli hárfaművész, színész. Egy kislányuk van.

## Zeneszerzői munkái
| Bemutató éve | Szerző                                                       | Mű                                    | Színház, helyszín        | Rendező                 |
| ------------ | ------------------------------------------------------------ | ------------------------------------- | ------------------------ | ----------------------- |
| 2014         | Grimm – Kovács Adrián – Mátyássy Szabolcs – Vecsei H. Miklós | Brémai muzsikusok                     | Ódry Színpad             | Kocsis Gergely          |
| 2015         | Csokonai Vitéz Mihály – Kovács Adrián – Kendrey Beatrix      | Karnyóné                              | Ódry Színpad             | ifj. Vidnyánszky Attila |
| 2015         | Szigligeti Ede – Kovács Adrián – Vecsei H. Miklós            | Liliomfi                              | Latinovits Színház       | ifj. Vidnyánszky Attila |
| 2016         | Svetislav Basara – Lénárd Róbert – Kovács Adrián             | Fáma a biciklistákról                 | Újvidéki Színház         | Lénárd Róbert           |
| 2018         | Vecsei H. Miklós                                             | Kinek az ég alatt már senkije sincsen | Pesti Színház            | ifj. Vidnyánszky Attila |
| 2018         | Charlie Chaplin                                              | A diktátor                            | Vígszínház               | Eszenyi Enikő           |
| 2018         | Kovács Adrián – Kendrey Beatrix – Fabacsovics Lili           | Kígyóasszony                          | Szentendrei Teátrum      | Varga Bence             |
| 2019         | Kovács Adrián – Galambos Attila                              | A Pendragon-legenda                   | Budapesti Operettszínház | Somogyi Szilárd         |
| 2019         | Kovács Adrián – Vecsei H. Miklós – Ifj. Vidnyánszky Attila   | A nagy Gatsby                         | Vígszínház               | ifj. Vidnyánszky Attila |
| 2020         | Georges Feydeau                                              | Kis hölgy a Maximból                  | Weöres Sándor Színház    | Réthly Attila           |
| 2021         | Kovács Adrián – Vecsei H. Miklós – ifj. Vidnyánszky Attila   | Szerelmek városa                      | Vígszínház               | ifj. Vidnyánszky Attila |
| 2022         | Kovács Adrián – Kiss Csaba – Müller Péter Sziámi             | Veszedelmes viszonyok                 | Budapesti Operettszínház | Kiss Csaba              |
| 2022         | Terék Anna                                                   | Láthatatlan kölykök                   | Újvidéki Színház         | Lénárd Róbert           |
| 2023         | Kovács Adrián – Bereczki Ágota                               | A helység kalapácsa                   | Győri Nemzeti Színház    | Zakariás Zalán          |
| 2024         | Szerb Antal                                                  | Képtelen kiràlyság                    | Győri Nemzeti Színház    | Zakariás Zalán          |
| 2024         | Margaret Atwood                                              | Penelopeia                            | Maladype Színház         | Balázs Zoltán           |

## Díjai
- Roboz Imre-díj (2025)[14]